# Leichtathletik-Weltmeisterschaften 2011/Teilnehmer (Barbados)
| Gelbes Symbol für Goldmedaillen mit stilisierten Olympischen Ringen | Graues Symbol für Silbermedaillen mit stilisierten Olympischen Ringen | Braundes Symbol für Bronzemedaillen mit stilisierten Olympischen Ringen |
| ------------------------------------------------------------------- | --------------------------------------------------------------------- | ----------------------------------------------------------------------- |
| —                                                                   | —                                                                     | —                                                                       |

Der Leichtathletik-Verband von Barbados stellte bei den Leichtathletik-Weltmeisterschaften 2011 im koreanischen Daegu vier Teilnehmer.

## Ergebnisse

### Männer

#### Laufdisziplinen
| Athlet          | Disziplin    | Vorlauf | Vorlauf | Halbfinale    | Halbfinale    | Finale        | Finale        |
| Athlet          | Disziplin    | Zeit    | Platz   | Zeit          | Platz         | Zeit          | Platz         |
| --------------- | ------------ | ------- | ------- | ------------- | ------------- | ------------- | ------------- |
| Ramon Gitten    | 100 m        | 10,42 s | 24      | ausgeschieden | ausgeschieden | ausgeschieden | ausgeschieden |
| Andrew Hinds    | 100 m        | 10,41 s | 23      | 10,32 s       | 19            | ausgeschieden | ausgeschieden |
| Ryan Brathwaite | 110 m Hürden | 13,57 s | 18      | ausgeschieden | ausgeschieden | ausgeschieden | ausgeschieden |

### Frauen

#### Laufdisziplinen
| Athletin       | Disziplin    | Vorlauf | Vorlauf | Halbfinale    | Halbfinale    | Finale        | Finale        |
| Athletin       | Disziplin    | Zeit    | Platz   | Zeit          | Platz         | Zeit          | Platz         |
| -------------- | ------------ | ------- | ------- | ------------- | ------------- | ------------- | ------------- |
| Kierre Beckles | 100 m Hürden | 13,44 s | 31      | ausgeschieden | ausgeschieden | ausgeschieden | ausgeschieden |